# Tess Sugnaux
Tess Sugnaux (* 3. März 1995) ist eine Schweizer Tennisspielerin.

## Karriere
Tess Sugnaux begann im Alter von acht Jahren mit dem Tennissport und bevorzugt dabei Sandplätze. Sie gewann auf der ITF Women’s World Tennis Tour zwei Einzel- und fünf Doppeltitel.
Ihre bislang besten Positionen in den Weltranglisten erreichte sie im Mai 2017 mit Platz 413 im Einzel und im August 2022 mit Platz 542 im Doppel.

## Turniersiege

### Einzel
| Nr. | Datum            | Turnier | Kategorie   | Belag             | Finalgegnerin   | Ergebnis |
| --- | ---------------- | ------- | ----------- | ----------------- | --------------- | -------- |
| 1.  | 5. Juni 2016     | Madrid  | ITF $10.000 | Sand              | Melanie Stokke  | 6:3, 6:4 |
| 2.  | 4. Dezember 2022 | Lousada | ITF W15     | Hartplatz (Halle) | Valentina Ryser | 6:1, 6:2 |

### Doppel
| Nr. | Datum             | Turnier  | Kategorie   | Belag             | Partnerin        | Finalgegnerinnen                    | Ergebnis         |
| --- | ----------------- | -------- | ----------- | ----------------- | ---------------- | ----------------------------------- | ---------------- |
| 1.  | Juni 2013         | Amarante | ITF $10.000 | Hartplatz         | Rita Vilaca      | Aranza Salut Carolina Zeballos      | 7:5, 7:5         |
| 2.  | 12. März 2016     | Weston   | ITF $10.000 | Sand              | Katerina Stewart | Julieta Estable Jasmine Paolini     | 7:62, 6:3        |
| 3.  | 17. November 2017 | Helsinki | ITF $15.000 | Hartplatz (Halle) | Naïma Karamoko   | Anastassija Kulikowa Elena Malygina | 7:5, 6:2         |
| 4.  | 23. März 2019     | Cancún   | ITF $15.000 | Hartplatz         | Lou Brouleau     | Paige Hourigan Rasheeda McAdoo      | 6:4, 6:3         |
| 5.  | 24. Februar 2024  | Monastir | ITF W15     | Hartplatz         | Naïma Karamoko   | Alina Granwehr Karolina Kozakova    | 5:7, 6:2, [10:7] |